# Marie Claire (Magyarország)
A Marie Claire a francia Marie Claire magazin magyarországi kiadása. Kiadója a Central Médiacsoport Zrt.

## Története
A Marie Claire 2007 áprilisában jelent meg először Magyarországon. Első kiadója a Sanoma Budapest Zrt., induláskori főszerkesztője Békési Ildikó volt és 40 ezer példányban jelent meg. Ekkor a magyar kiadás mellett világszerte 27 országban adták ki a lapot. 2008-ban László Krisztinát nevezték ki főszerkesztőnek, aki 2009. január 5-től töltötte be a pozícióját.
2009 augusztusában Árvay Magdolna a lap munkatársa nyerte a Minőségi Újságírásért díjat Életmentő testvérek című írásáért.
A lap 2008 óta szervezi a Marie Claire Fashion Days nevű divatbemutatóját, ahol elsősorban magyar ruhatervezők kollekcióját mutatják be, és beszélgetésen mutathatják be pályafutásukat. 2012-ben Marie Claire International Photography Award néven a lap franciaországi központjában díjat alapítottak, melyre a nők helyzetét bemutató fotográfiákkal lehetett pályázni. Ezekből a képsorozatokból Budapesten a Mai Manó Házban nyílt kiállítás Női sorsok a világban címmel.